# Гуджа Юнайтед
«Гуджа Юнайтед» (мальт. Gudja United FC) — мальтійський футбольний клуб з міста Гуджа, заснований у 1945 році.

## Історія
Клуб був заснований 1945 року і тривалий час грав у нижчих лігах країни. Лише зайнявши друге місце у сезоні 2018/19 в другому дивізіоні, «Гуджа Юнайтед» вперше в історії вийшов до Прем'єр-ліги на сезон 2019/20.